# Josep Vidal i Campaneria
Josep Vidal i Campaneria (Terrassa, 27 de juny de 1829 - Sabadell, 19 de març de 1893) va ser un polític català, alcalde de Sabadell durant la Primera República.
Va néixer a Terrassa, en una modesta família d'artesans i, de molt jove, anar a viure a Sabadell, per treballar-hi de pouaire. El 1868 formà part de la Junta Revolucionària que el 30 de setembre ocupà l'Ajuntament, acompanyat de Feliu Crespí i Cirera i de Joan Sallarès i Gorina, entre d'altres.
El gener de 1870 va ser elegit alcalde de Sabadell, càrrec que exercí fins al 1872. Durant el seu mandat, va destacar sobretot per la defensa del pla urbanístic dissenyat per l'arquitecte Francesc Daniel Molina el 1868 i per mediar en el conflicte entre l'Ajuntament i els Escolapis per la construcció de l'edifici escolar de la plaça de Sant Roc.
Hi ha un tram de l'anomenada Gran Via de Sabadell que duu el seu nom des del 1914.